# Bikeman

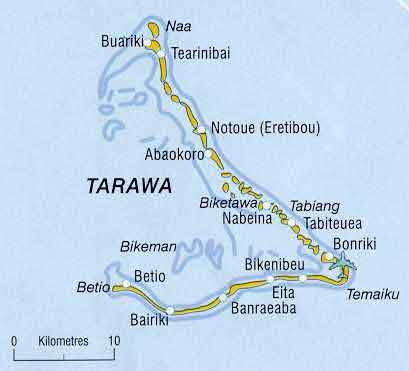
Bikeman sorge al centro della laguna dell'atollo di Tarawa

L'isola di Bikeman è un'isoletta sommersa situata a circa 7 km a nord-est dell'isola di Betio, nell'atollo di Tarawa (Kiribati). A causa del cambiamento delle correnti nella laguna dovuto alla costruzione, di una strada rialzata fra Betio e Bairiki, Bikeman è sommersa fin dall'inizio degli anni novanta. Se una persona stesse in piedi su ciò che rimane di Bikeman, oggi, l'acqua gli arriverebbe alle ginocchia.